# Quanxing Building B
Le Quanxing Building B ou Celebrity City Hotel (名人酒店) est un gratte-ciel de 130 mètres de hauteur situé à Chengdu dans le centre de la Chine.
Construit de 2001 à 2002, il abrite un hôtel sur 28 étages   pour une surface de plancher de 52 000 m².